# Мариинская женская гимназия (Пермь)
Мариинская женская гимназия — гимназия для девочек, открытая в Перми в 1860 г.

## История
Началу широкого распространения женского образования в России немало способствовала императрица Мария Александровна, жена императора Александра II. В середине XIX в. в России появились несколько женских училищ и гимназий, у которых было общее название — Мариинские.
В Перми в 1859 г. пермский краевед и историк Д. Д. Смышляев вместе с преподавателем мужской гимназии Н. А. Фирсовым в течение зимы организовали проведение 11 литературно-музыкальных вечеров в зале Благородного собрания. Полученные средства были направлены на образовательные цели: два из них были использованы для основания женской гимназии, остальные — на основание четырёх воскресных школ.
Для женского учебного заведения двухэтажное каменное здание на улице Пермской, 64, 66 (в квартале между улицами Сибирская и Оханская — ныне Газеты «Звезда»), предоставил купец и пароходчик Ф. К. Каменский и его брат Г. К. Каменский. Здание прошло капитальный ремонт и было подготовлено для проведения классных занятий. Мариинское женское училище I разряда было открыто 28 декабря 1860 года, обучение началось с 8 января 1861 года.
Первой начальницей училища стала М. Ф. Ильина, которую сменила М. В. Колюбакина. Учителя мужской гимназии дали согласие на пониженное жалованье и преподавание в училище бесплатно до тех пор, когда оно станет иметь достаточно средств. Жена губернатора — В. Лашкарева — согласилась бесплатно быть попечительницей училища.
В 1871 г. училище было преобразовано в Мариинскую женскую гимназию, обучение в которой было рассчитано на 7 классов, а её содержание было возложено на земства. В 1873 г. в гимназии был открыт 8 педагогический класс.

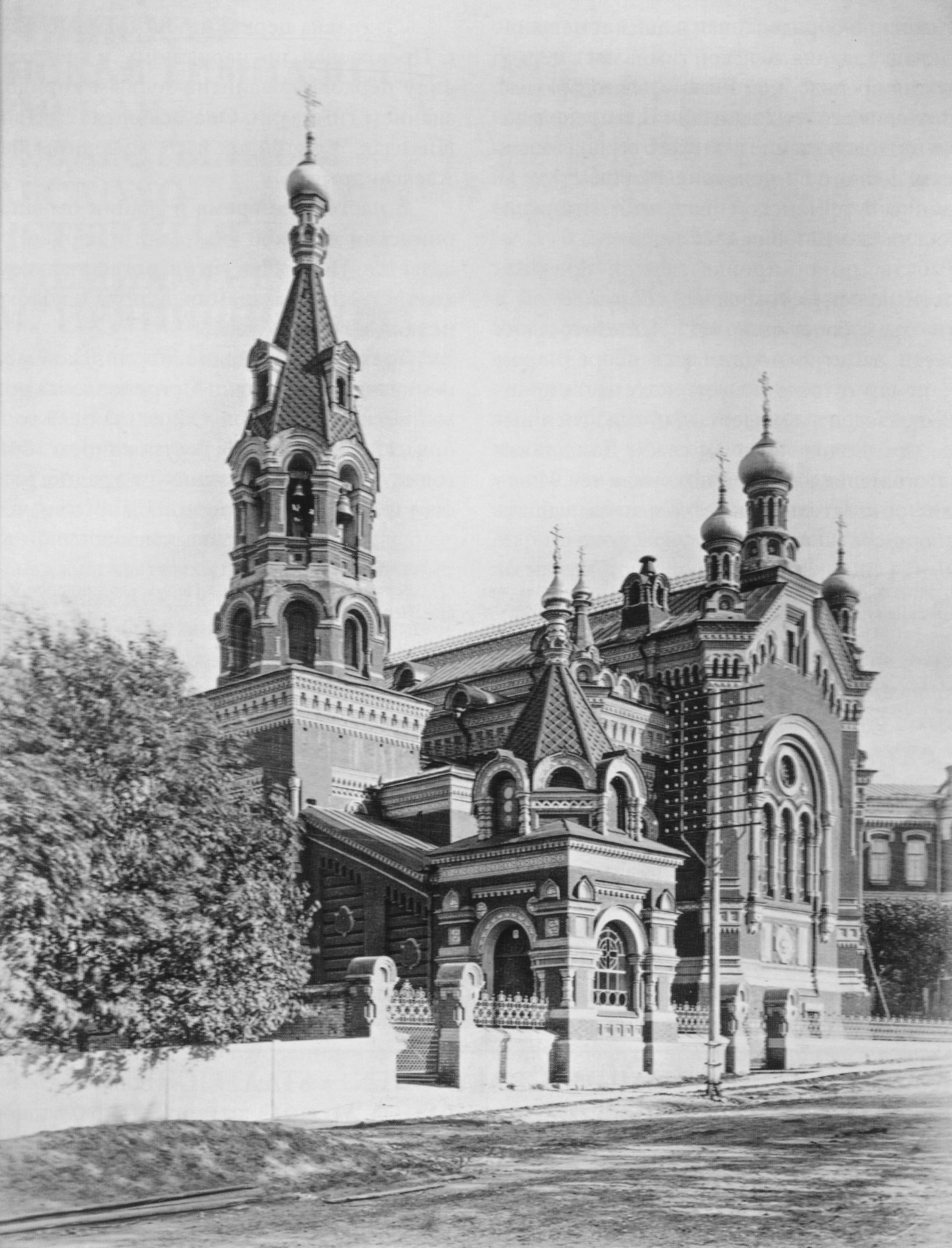
Никольская домовая церковь при гимназии (фото 1899—1902 гг.)

Через 27 лет после основания гимназия, в которой для множества учениц стало уже тесно, переехала в новое здание по улице Петропавловской, для чего XI Чрезвычайное Пермское уездное собрание пожертвовало 10 тысяч рублей, а городская Дума определило для него место и выделило 3 тысячи рублей.
Новое здание было заложено 24 июня 1884 г. по проекту ирбитского архитектора Ю. О. Дютеля. Всего на строительство было собрано 69 тысяч рублей, пожертвованных официальными и частными лицами. Инициатива по расширению гимназии и постройке для неё нового здания принадлежала попечительнице женской гимназии Т. Д. Анастасьевой, жене бывшего губернатора Перми.
12 июня 1887 г. здание гимназии в торжественной обстановке в присутствии Великого князя Михаила Николаевича было освящено. Рядом с гимназией находилась военная гауптвахта, которая в 1895 г. была снесена, а вместо неё была заложена церковь во имя святого Николая Мирликийского и святой мученицы царицы Александры при Мариинской женской гимназии. В 1898 г. эта церковь была освящена. Она соединялась с гимназией тёплым коридором.
В конце XIX в. в гимназии обучалось до 300 учениц.
22 июня 1883 г. для постройки общежития при Мариинской гимназии было проведено благотворительное шествие в саду Общественного собрания (ныне — парк имени М. Горького) с музыкой, каруселями. В 1884 г. общежитие было открыто в доме, купленном на средства «Общества для доставления квартир ученицам Мариинской женской гимназии».
28 декабря 1885 г. гимназия справила свой 25-летний юбилей. В 1897 г. рядом с гимназией был построен новый пансион для учениц, который соединял гимназию и церковь в единый комплекс зданий. 9 января 1911 года гимназия отметила свой полувековой юбилей.
После Октябрьской Революции в 1918 г. гимназия была закрыта, а в её здании разместилась 30-я стрелковая дивизия. Здесь же была сформирована 51-я дивизия. В здании церкви открылся клуб железнодорожников имени И. М. Толмачёва, а во время Гражданской войны там располагался лазарет. В 1921 г. вместо лазарета здесь открылся Дворец труда. Позднее в здании гимназии разместилась школа № 11, а после её переезда — аграрный факультет университета. В 1930 г. этот факультет стал самостоятельным учебным заведением — Уральским сельскохозяйственным институтом.
В годы Великой Отечественной войны в здании института находился госпиталь, но по её окончании в него вернулся институт, который в 1949 г. стал называться в честь академика Д. М. Прянишникова. Здесь он находится и поныне под названием Пермский государственный аграрно-технологический университет имени академика Прянишникова.

## Обучение в гимназии
В гимназии девушки получали среднее семилетнее образование, после которого могли поступать на высшие женские курсы, а также быть учительницами в школе и частными преподавательницами. В план обучения входили обязательные и необязательные предметы. Обязательными предметами были Закон Божий, русский язык, грамматика, словесность, арифметика, география всеобщая и русская, история всеобщая и русская, естественная история, физика, чистописание и рукоделие. Стоимость обучения этим предметам составляла 15 рублей в год. Из необязательных предметов можно было выбрать немецкий и французский языки, пение, танцы, стоимость обучения которым совместно с обязательными предметами составляла 20 рублей в год. Если ученица обучалась также музыке и рисованию, то стоимость обучения поднималась до 25 рублей в год.
Ученицы, окончившие 8 классов, имели возможность работать домашними наставницами, городскими и сельскими учительницами.
В гимназии преподавали рисование такие художники как А. И. Шанин, А. А. Седов, А. Н. Зеленин; пение и музыкальную грамоту вёл Э. Э. Деннемарк; географию читала Н. С. Мальцева, которая выпустила в 1902 г. учебник географии, ставший известным и за пределами Перми; математику преподавала Э. В. Попатенко, физику и естественную историю преподавал Д. М. Гаврилов.